# Got Live If You Want It!
Got Live If You Want It to tytuł dwóch płyt koncertowych The Rolling Stones: brytyjskiego minialbumu z 1965 i amerykańskiego albumu z 1966 roku. Tytuł tych płyt nawiązuje do tytułu standardu rhythmandbluesowego "Got Love If You Want It". Tytuł brytyjskiego minialbumu wydrukowany był na oryginalnej okładce ze słowem LIVE pisanym wielkimi literami.

## Amerykański album koncertowy z 1966
Got Live If You Want It! – pierwszy album koncertowy grupy The Rolling Stones. Album pierwotnie wydany był tylko w USA i Niemczech (jako wydawnictwo klubu płytowego Hör Zu). Wzbudzał wiele kontrowersji, ponieważ autentyczne nagrania koncertowe, z powodu miernej jakości technicznej zostały przerobione w studio. Zrobiono to jednak niezbyt profesjonalnie i płyta brzmi sztucznie.
Album nigdy nie został autoryzowany przez zespół.

### Lista utworów (album)
1. "Under My Thumb" – 2:54
2. "Get Off of My Cloud" – 2:54
3. "Lady Jane" – 3:08
4. "Not Fade Away" (Buddy Holly/Norman Petty) – 2:04
5. "I've Been Loving You Too Long" (Otis Redding/Jerry Butler) – 2:55
  - Nagranie studyjne z 11 maja 1965 z dogranymi oklaskami
6. "Fortune Teller" (Naomi Neville) – 1:57
  - Nagranie studyjne z 8 sierpnia 1963 z dogranymi oklaskami
7. "The Last Time" – 3:08
8. "19th Nervous Breakdown" – 3:31
9. "Time Is on My Side" (Norman Meade) – 2:49
10. "I'm All Right" (Nanker/Phelge) – 2:27'
11. "Have You Seen Your Mother Baby, Standing in the Shadow?" – 2:19
12. "(I Can’t Get No) Satisfaction" – 3:05

## Brytyjski minialbum (EP) koncertowy z 1965
Pod tym samym tytułem wydano w 1965 roku w Wielkiej Brytanii minialbum (EP) koncertowy z nagraniami z marca tego roku.

### Lista utworów (EP)
Strona A 
1. "We Want the Stones" (Nanker/Phelge) – 0:13
  - Odgłosy skandującej publiczności
2. "Everybody Needs Somebody to Love" (Burke/Wexler/Russell) – 0:36
  - krótki fragment utworu
3. "Pain in My Heart" (Neville) – 2:03
4. "Route 66" (Bobby Troup) – 2:36
  - Później wydane na amerykańskim albumie December’s Children (And Everybody’s)

Strona B
1. "I'm Moving On" (Snow) – 2:13
  - Później wydane na amerykańskim albumie December’s Children (And Everybody’s)
2. "I'm Alright" (McDaniel) – 2:22
  - Później wydane na amerykańskiej wersji albumu Out of Our Heads; a w zremiksowanej wersji na amerykańskim albumie Got Live If You Want It!

## Muzycy
- Mick Jagger – wokal prowadzący, perkusja
- Keith Richards – gitara prowadząca, wokal
- Brian Jones – gitara, harmonijka
- Charlie Watts – perkusja
- Bill Wyman – gitara basowa

## Listy przebojów

### Album
| Rok  | Lista                | Pozycja |
| ---- | -------------------- | ------- |
| 1966 | Billboard Pop Albums | 25      |
| 1967 | Billboard Pop Albums | 6       |